# Trost Peak
Trost Peak är en bergstopp i Antarktis. Den ligger i Östantarktis. Australien gör anspråk på området. Toppen på Trost Peak är 936 meter över havet.
Terrängen runt Trost Peak är huvudsakligen lite kuperad. Trakten är obefolkad. Det finns inga samhällen i närheten. 